# Костанчук, Тарас Дмитриевич
Тарас Дмитриевич Костанчук (род. 9 марта 1964, Алчевск, Луганская область) — украинский общественный деятель, руководитель ОО участников боевых действий «Сармат», в прошлом — командир штурмовой группы добровольческого батальона «Донбасс» (2014). 

## Биография
Родился 9 марта 1964 в городе Коммунарск Ворошиловградской области, УССР (сейчас город Алчевск, Луганская область) в семье теплофизиков. Мать — с Винницкой, отец с Херсонской области. С 3-х лет проживает в Киеве.
В 1981 году окончил Киевскую среднюю школу с математическим уклоном № 200. После школы поступил в Киевский медицинского училища № 3.
С 1982 по 1984 год проходил службу в СА СССР, город Грозный, Чечня.
С 1985 по 1988 год получил образование в Киевском национальном университете имени Т. Шевченко на биологическом факультете.
В 1989 году уехал за границу, в Италию, где жил и работал до 1998 года.
В 1998 году вернулся на Украину, приняв предложение своего друга занять пост генерального директора ЗАО «Агро-транспортной координационной службы».
С 2003 по 2008 годы получил высшее образование по специальности «Правоведение» в Киевском национальном университете внутренних дел Украины.
Начиная с 2007 года занимается собственной юридической практикой, предприниматель.

## Деятельность

### Общественная деятельность до начала Революции достоинства
В 2005 году Тарас Костанчук вместе с товарищами основывает общественную организацию «Археологическое патриотически-поисковое объединение Днепр-Украина», которая занимается поиском и перезахоронением останков воинов Второй мировой войны. Организация действует по настоящее время на территории Киевской области. Силами общественной организации по 7 лет существования удалось зафиксировать более 800 солдат, восстановить 106 имён, организовать 17 массовых и 11 одиночных перезахоронений .
Под руководством Тараса Костанчука исследователи создали большой стационарный музей военной археологии в Киеве и 10 музеев в средних школах по Украине. В музеях насчитывается более 5000 экспонатов, в том числе 1774 единиц взрывоопасных экспонатов было передано в МЧС на ликвидацию.

### Участие в Революции достоинства (2013—2014 гг.)
Во время Революции достоинства (2013—2014 г.г.) был на Майдане с первых дней. Как одному из старейших, Тарасу неоднократно приходилось брать на себя командование и координировать действия активистов. В ночь на 19 февраля 2014 он вместе с другими патриотами держал шеренгу, что стала щитом против пожарных машин с водометами. В этот же день из-за взрыва гранаты Тарас Костанчук получил контузию и ранение ноги .

### Участие в АТО
В мае 2014 Тарас Костанчук, взяв личное оружие, отправился на Донбасс, где вступил в подразделение так называемых чёрных человечков, противостояли ополченцам в нескольких районах Донецкой области. С 1 июня 2014 прибыл на тренировочную базу в поселок Новые Петровцы Киевской области для того, чтобы тренировать добровольцев, которые готовились отправиться в АТО .
В начале июля 2014 года, после трёх недель тренировок, Тарас Костанчук вступил в ряды добровольческого батальона особого назначения «Донбасс», и отправился в зону боевых действий, Артёмовска, вместе с собратьями .
В первую же ночь пребывания в зоне АТО новобранцы батальона «Донбасс», находясь на временной базе батальона в Артёмовский школе, попадают под плотный огонь противника. Под руководством Тараса Костанчука им удается отбить огонь и отстоять позиции, не потеряв ни одного из бойцов.
Отразив ночную атаку, бойцы батальона «Донбасс» проводят активные действия по освобождению Артёмовска от ополченцев, сооружают блокпосты в городе и за его пределами, а также готовятся к операции по зачистке территории.
В июле 2014 года Тарас Костанчук в качестве командира штурмовой группы батальона «Донбасс» вместе с собратьями проводит операции по освобождению украинских городов Попасная, Лисичанск, Первомайск.

### «Иловайский котел»
10 августа 2014 Вооруженные силы Украины вместе с бойцами батальонов «Донбасс», «Азов», «Шахтёрск» и «Правый сектор» начали операцию по освобождению города Иловайск .
Планированием операции занимался генерал Руслан Хомчак вместе с командирами батальонов. Тарас Костанчук также принимал участие в планировании освобождения.
Главной задачей было освободить Иловайск полностью от сепаратистов и занять город. Задачей минимум провести «разведку боем», чтобы понять силы противника. При первом заходе в Иловайск 10 августа 2014 было выполнено задачу минимум. Было обнаружено, что противник очень хорошо укрепленный на позициях. Нужно было подкрепление сил и добровольческим батальонам.
18 августа 2014 с тяжелыми боями бойцы батальона «Донбасс» дошли в Иловайска и смогли выбить сепаратистов из восточной части города. В ходе боев было уничтожено 3 блокпоста и 4 огневые точки противника.
К утра 19 августа более часть города уже была взята под контроль силами АТО .
19 августа 2014 во время выполнения боевой задачи Тарас Костанчук, получив серьёзное ранение в голову и контузию, попал в окружение в самом центре Иловайска. Вместе с собратом, который получил тяжёлое ранение в ногу, он скрывался у местной жительницы 3 недели.
И только через 3 недели, благодаря помощи местных патриотов, ему удалось выйти из окружения.

### Общественная деятельность после участия в АТО
Сразу после лечения и непродолжительной реабилитации Тарас Костанчук начинает заниматься освобождением своих собратьев из плена: принимает участие в переговорах с сепаратистами, договаривается об обмене пленными, помогает вывозить ребят из АТО.

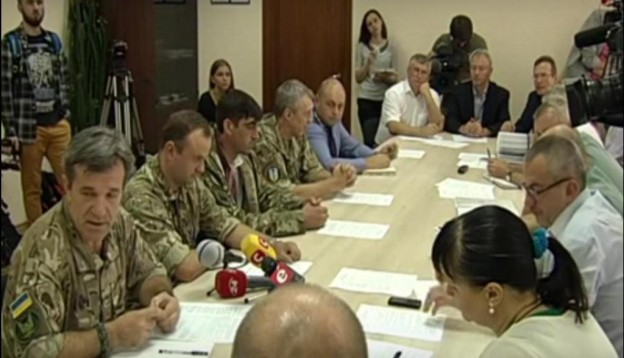
Тарас Костанчук на открытых слушаниях комитета по вопросам защиты ветеранов

В конце 2014 Тарас Костанчук вместе с боевыми товарищами создает общественную организацию «Военно-патриотическое объединение участников АТО „Справедливость“». Целью организации является защита интересов обычных граждан, борьба с произволом чиновников, коррупцией, а также помощь бывшим участникам АТО .
Организация имеет свои представительства в нескольких городах Украины. В августе 2015 офис «Справедливости» был открыт в г. Вишнёвое Киевской области. В состав организации, кроме военных, входят активисты, волонтеры, представители общественности и предприниматели. Всего «ВПОУ АТО „Справедливость“» насчитывает тысячи участников.
Результатом деятельности общественного объединения «Справедливость» стали масштабные акции против произвола отдельных представителей власти, выступления с требованиями и петициями к Президенту Украины по защите прав добровольцев, масштабные акции прямого действия в защиту интересов граждан Украины. В частности, Тарас Костанчук лично работал над внесением изменений в Закон Украины о социальной защите резервистов, пострадавших в результате участия в АТО, и членов их семей. Основной целью этих изменений является приравнивание добровольцев, неправомерно были отправлены в зону проведения АТО с мая по декабрь 2014 года у статусе резервистов, к военнослужащим и, таким образом, преодолеть несправедливость в предоставлении социальных выплат и другой помощи бойцам .

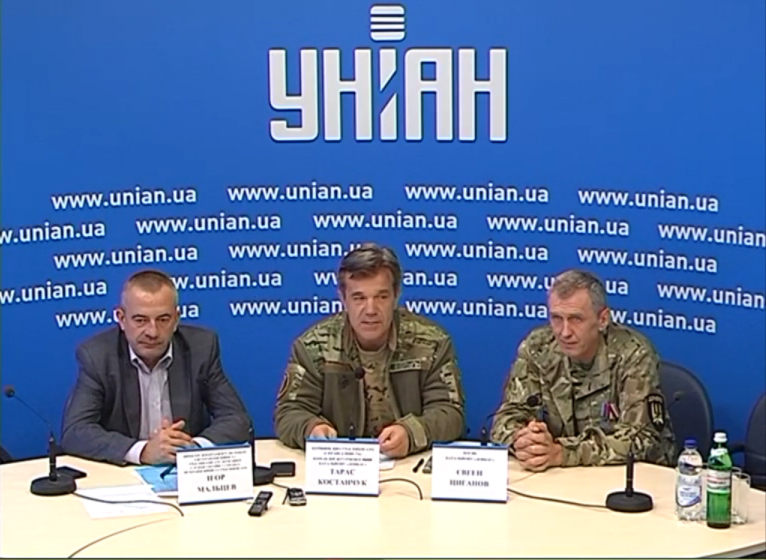
Тарас Костанчук на пресс-конференции по поводу защиты прав резервистов

В результате неоднократного давления на чиновников на акциях, огласки данной проблемы в СМИ и личного участия Тараса Костанчук в разработке законопроекта, он был проголосован депутатами Верховной Рады Украины и подписанный Президентом Украины .
В начале 2015 года вместе с боевыми товарищами, которые прошли Иловайский котел, и семьями погибших собратьев Тарас Костанчук основывает Иловайское братство, в настоящее время насчитывает более двух тысяч участников, собратьев из разных подразделений ВСУ и добровольческих батальонов .
Участники Иловайского братства помогали друг другу координировать действия, делились информацией о раненых, пленных и погибших бойцов.
К первой годовщине Иловайской трагедии (август 2015 года) участниками Иловайского братства был введен знак отличия «Иловайск 2014» в виде креста. Его имеют право получать только бойцы, прошедшие Иловайск, или семьи погибших и без вести пропавших .
После проведения нескольких совместных акций Иловайского братства с декабря 2015 по февраль 2016 с требованиями наказать виновных в масштабных трагедиях современной Украины (Саур-могила, Ил-76, ГАП, Иловайск, Дебальцево), под давлением ветеранов АТО Тараса Костанчук пригласили для ознакомления с уголовным делом, касающимся Иловайской трагедии и открыли допуск к материалам дела .
В марте 2016 общественная организация «Военно-патриотическое объединение участников АТО „Справедливость“» во главе с её руководителем Тарасом Костанчук приняла участие в объединительном конгрессе общественных организаций и открыто объявила о намерении изменить чиновников, которые пришли к власти на крови патриотов. Тарас Костанчук предложил бойцам и ветеранам АТО идти во власть одной колонной .
В конце апреля 2016 Тарас Костанчук посещает Загреб, где имеет несколько рабочих встреч с ветеранами освободительной войны в Хорватии. Они делятся опытом успеха операции с сербской деоккупации, а также рассказывают о влиянии и непосредственном участии ветеранов в общественно-политической деятельности Хорватии. По мнению Тараса Костанчука, этот опыт нужно перенять у хорватов, чтобы выиграть войну и восстановить оккупированные территории Украины .
С марта по ноябрь 2016 Тарас Костанчук вместе с собратьями по ГО «ВПОУ АТО „Справедливость“» посещает города Украины, где общается с местными гражданами и участниками АТО. На этих встречах он представляет программу «Армия достоинства», которая имеет целью объединить бойцов, ветеранов АТО и просто неравнодушных и активных граждан не в одну организацию, а вокруг общей идеи — создание демократического, европейского государства Украина.
Одним из первоочередных шагов для преодоления коррупции в Украине Тарас Костанчук считает введение «презумпции виновности» государственных служащих. В случае, когда чиновник не может объяснить легальность и источник происхождения приобретённого им капитала, он автоматически должно становиться подозреваемым в коррупции и доказывать свою невиновность в суде:
8 июня 2017 Тарас Костанчук вместе с собратьями выступает с инициативой создания Совета ветеранов АТО по вопросам этики и морали для борьбы с псевдо-атошными организациями, использующими участников боевых действий в незаконных схемах .
В августе 2017 года, к третьей годовщине Иловайской трагедии, Тарас Костанчук вместе с объединением «Иловайское братство», а также другими участниками АТО, членами семей погибших бойцов организовали масштабную акцию под Генеральной прокуратурой Украины с требованиями предоставить хотя бы промежуточные результаты следствия:
12 декабря 2017 ОО «ВПО участников АТО» Справедливость "под руководством Тараса Костанчука подписала с международными инвесторами соглашение о передаче Украине инновационных технологий в агропромышленной отрасли. Основная идея этой инициативы заключается в сокращении существующего технологического и культурного разрыва и использовании этой уникальной возможности сотрудничества между двумя странами в интересах каждого из них. Для этого могут быть привлечены участники АТО с их землями для сельского хозяйства .
В августе 2018 ОО «Справедливость» изменила свое название на ОО участников боевых действий «Сармат» — в честь члена организации, которого застрелили во дворе собственного дома .
11 января 2019 был проведен съезд ЧП «Партия защитников Украины», на котором руководителя ОО участников боевых действий «Сармат» Тараса Костанчук был избран главой партии.
6 марта 2019 Генеральная прокуратура, Государственное бюро расследований и Служба безопасности Украины задержали Костанчука в момент передачи взятки. Пять миллионов гривен он пытался вручить кандидату в президенты, депутату Юрию Тимошенко.

### Благотворительная деятельность. Основания Благотворительного фонда помощи участникам АТО «Справедливость»
На началу 2016 года Тарас Костанчук создает благотворительную организацию «Справедливость», которая имеет целью помощь раненым бойцам и ветеранам АТО, семьям погибших и без вести пропавших бойцов, а также детям участников АТО.
В течение двух лет деятельности организация проводит мероприятия для детей в различных праздников, оказывает материальную помощь нуждающимся бойцам и их семьям, организует детский отдых .
В июне 2017 Тарас Костанчук вместе с бойцами и волонтерами благотворительного фонда «Справедливость» организуют акцию в поддержку онкобольного ребёнка, племянницы собрата Алексея Древаля, погибшего в Иловайске в 2014 году. Вместе с семьей девочки и неравнодушными гражданами они проводят несколько акций под стенами КМУ , Министерства здравоохранения с требованиями предоставить деньги (или гарантийные письма) от государства на проведение операций по трансплантации костного мозга онкобольным гражданам.
Благодаря совместным усилиям девочке удается получить информационный (гарантийный) письмо от МОЗ Украины и провести операцию.

## Иловайск 2014. Батальон "Донбасс"
В августе 2018 стартовали съемки фильма под рабочим названием «Иловайская история». Фильм воспроизводит события августа 2014 года, а именно Иловайске операцию . Это реальная история ветеранов-добровольцев батальона «Донбасс», принимавших участие в операции по освобождению Иловайска .
Профессиональных актёров в картине — единицы, большинство бойцов играют самих себя. В том числе и Тарас Костанчук — его историю выхода из окружения в Иловайске и взяли за основу сценарист Михаил Брыных и режиссёр Иван Тимченко .
Выход фильма запланирован в августе 2019 года, к пятой годовщине Иловайской трагедии.
14 мая 2019 создатели выпустили первый трейлер художественного фильма «Иловайск 2014. Батальон "Донбасс"».
Фильм вышел в украинский широкий прокат 29 августа 2019.
Сюжет картины показывает, как командир штурмовой группы батальона «Донбасс» Бишут, раненый в бою за Иловайск, чудом остается жив в оккупированном городе. Его разыскивает назначенный комендантом Иловайска офицер Рунков, для которого эта война превратилась в личную трагедию, и он жаждет не справедливости, а мести.
Общая смета фильма составила ₴ 33 млн (около € 1100000) и состояла исключительно из частных денег без какой-либо поддержки Госкин Украины или Украинского культурного фонда.
Большинство кинокритиков положительно оценили картину и восприняли ее, как удачную попытку выйти за пределы шаблона украинского прокатного кино, подняться над удобными конъюнктурными традициями, сделать работу над ошибками предыдущих фильмов и сформировать свой стиль, в то же время, стать памятником солдатам, погибшим в Иловайском котле и во время войны на Донбассе в целом.

## Награды
- Орден «За заслуги» III степени — 2011 г., награждён за деятельность на посту руководителя ОО АППО «Днепр-Украина» по розыску и перезахоронения воинов, погибших во время ВМВ)

- Почетная грамота Верховной Рады Украины — 2013 г.

- Медаль «За военную службу Украине» — 2014 г., награждён за освобождение городов Попасная и Лисичанск

- Государственная награда «Орден за мужество» I степени — 2014 г., дважды был представлен к награде Командующим НГУ , но награду не получил.

- Отличие МВД Украины «Огнестрельное оружие» — 2015 г., награждён за героический поступок в г. Иловайск .

- Отличие Главы СБ Украины «Огнестрельное оружие» — 2016 г., награждён за содействие в освобождении пленных[3] .